# Gabriele di Battista
Gabriele di Battista (Como, XV secolo – Palermo, 13 marzo 1505) è stato uno scultore e architetto italiano di origine lombarda, attivo in Sicilia dal 1472.

## Biografia

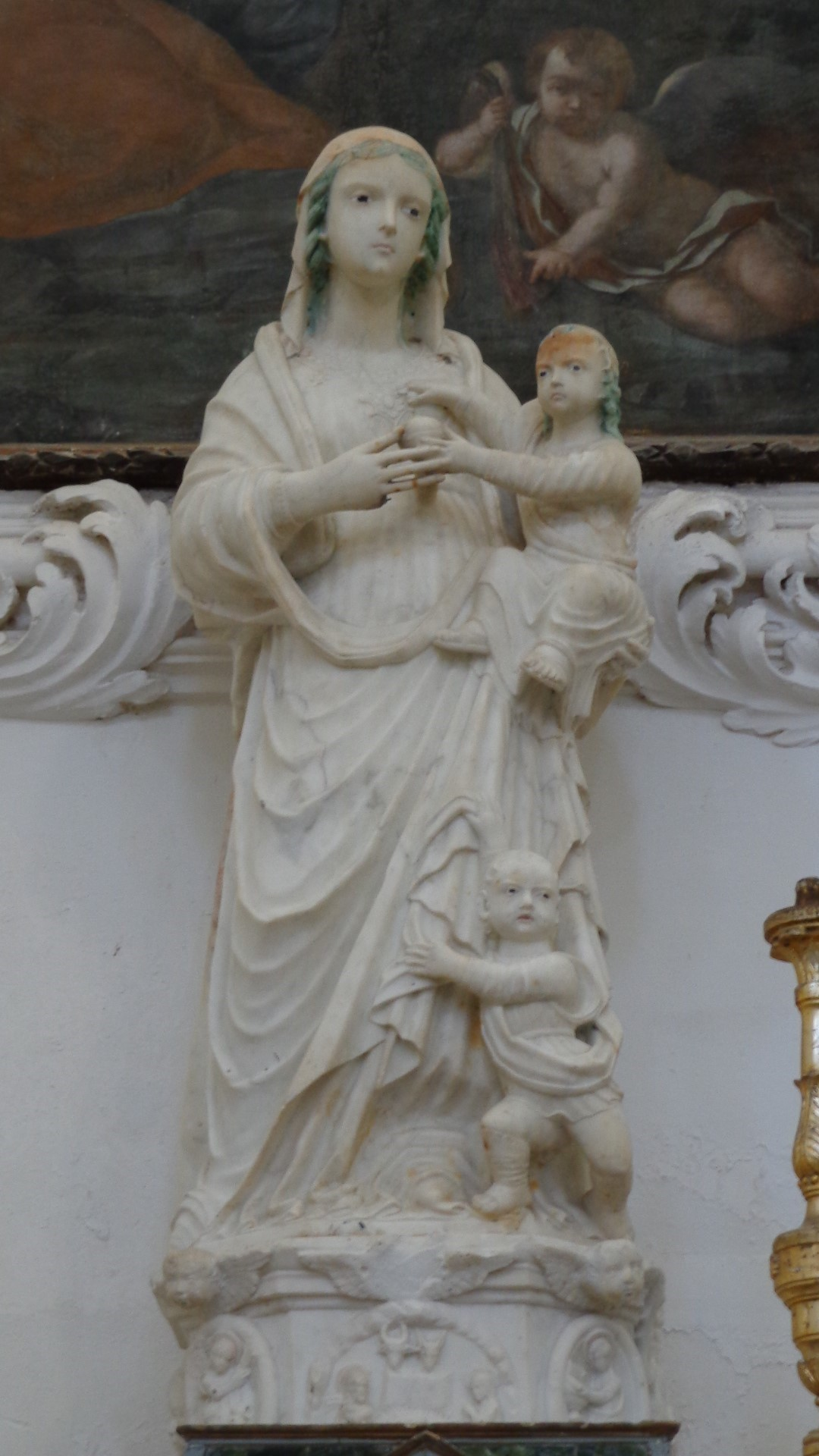
Madonna della Grotta, Cattedrale di San Tommaso di Canterbury di Marsala.

Gabriele di Battista giunse in Sicilia nel 1472, probabilmente insieme ad altri artisti della corrente lombardo - ticinese reduci della seconda fase (1465 - 1471) di lavori per la realizzazione dell'Arco di Alfonso di Aragona a Napoli.
Fu attivo in diversi luoghi della Sicilia e a Palermo (è documentato il soggiorno in Palermo dal 1475 al 1504), dove dopo il suo arrivo aveva aperto una bottega molto attiva, che si avvaleva della collaborazione di molti assistenti e aiuti per soddisfare le numerose committenze del clero e della nobiltà, conquistandosi una posizione importante nel panorama degli scultori operanti in Sicilia nella seconda metà del XV secolo. Nel 1487 il suo nome è infatti il terzo, dopo quelli di Domenico Gagini e Pietro de Bonitate, nello statuto dei Marmorari e Fabbricatori.
Nel 1480 fu a Trapani per la realizzazione della Cappella dei Marinai nella chiesa dell'Annunziata. L'opera è considerata tra i primi episodi del rinascimento siciliano.
La sua ultima opera certa è la Cappella Ajutamicristo realizzata nella chiesa di San Domenico a Palermo.
Secondo alcuni studi, nel 1501 il nobile pisano Paolo Lombardo avrebbe commissionato a Gabriele di Battista la realizzazione dell'arco d'ingresso della seconda cappella della navata destra della chiesa di San Francesco a Palermo. L'attribuzione rimane incerta dato che non sono state ancora trovate prove documentarie a conforto della tesi.
Durante gli ultimi anni della sua vita si avvalse della collaborazione stabile di Domenico Pellegrino e Jacopo De Benedetto. Morì nel 1505, molto probabilmente a Palermo.
Ebbe due figli anch'essi scultori, Pietro, assistente di Antonello Gagini nelle opere alla cattedrale di Palermo, e Paolo, che fu suo aiuto per le opere realizzate a Polizzi Generosa. Suocero di Giuliano Mancino, anche i nipoti Luigi e Pietro furono scultori operanti in Sicilia.

## Opere

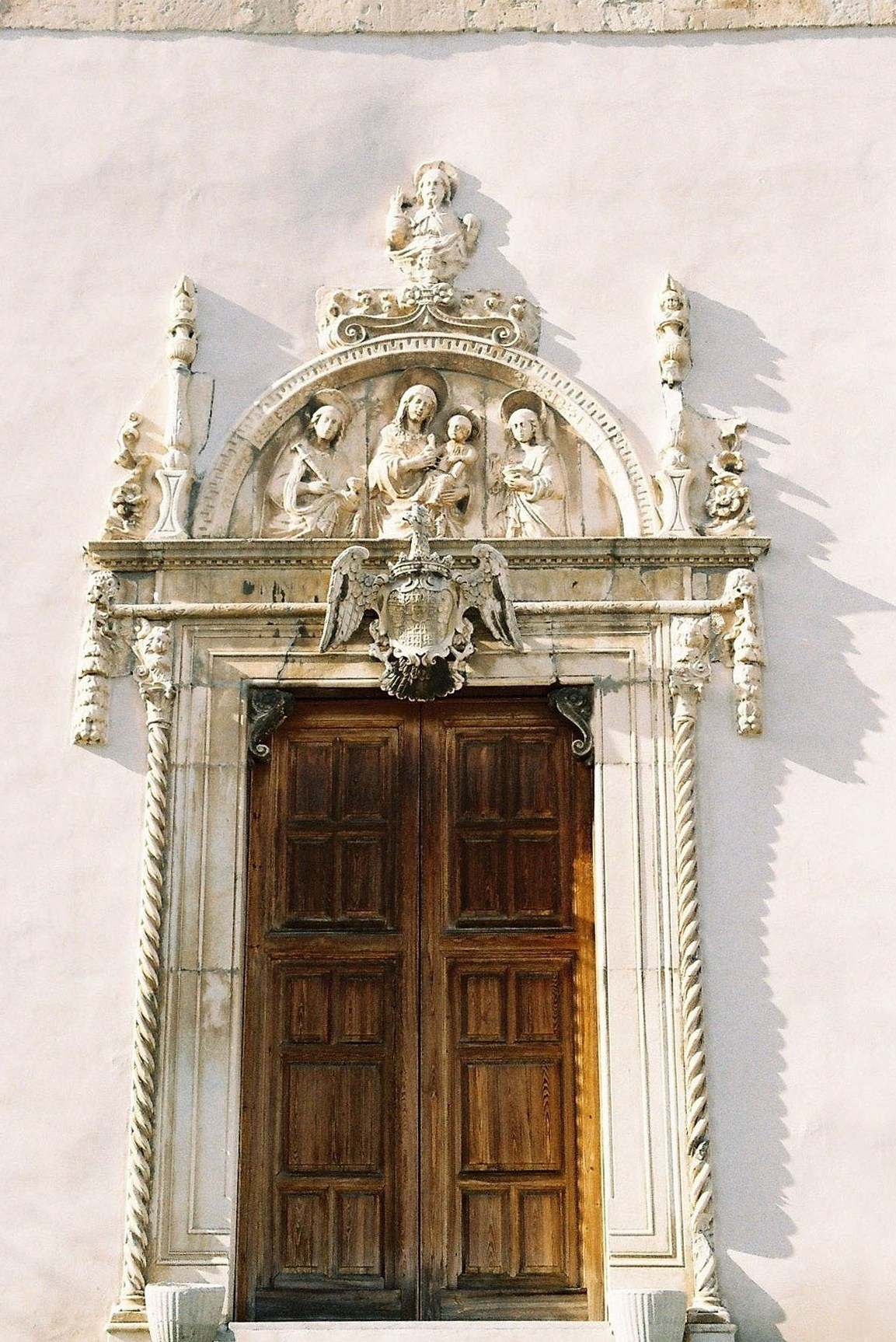
Il portale della basilica concattedrale di Santa Maria Assunta di Santa Lucia del Mela.

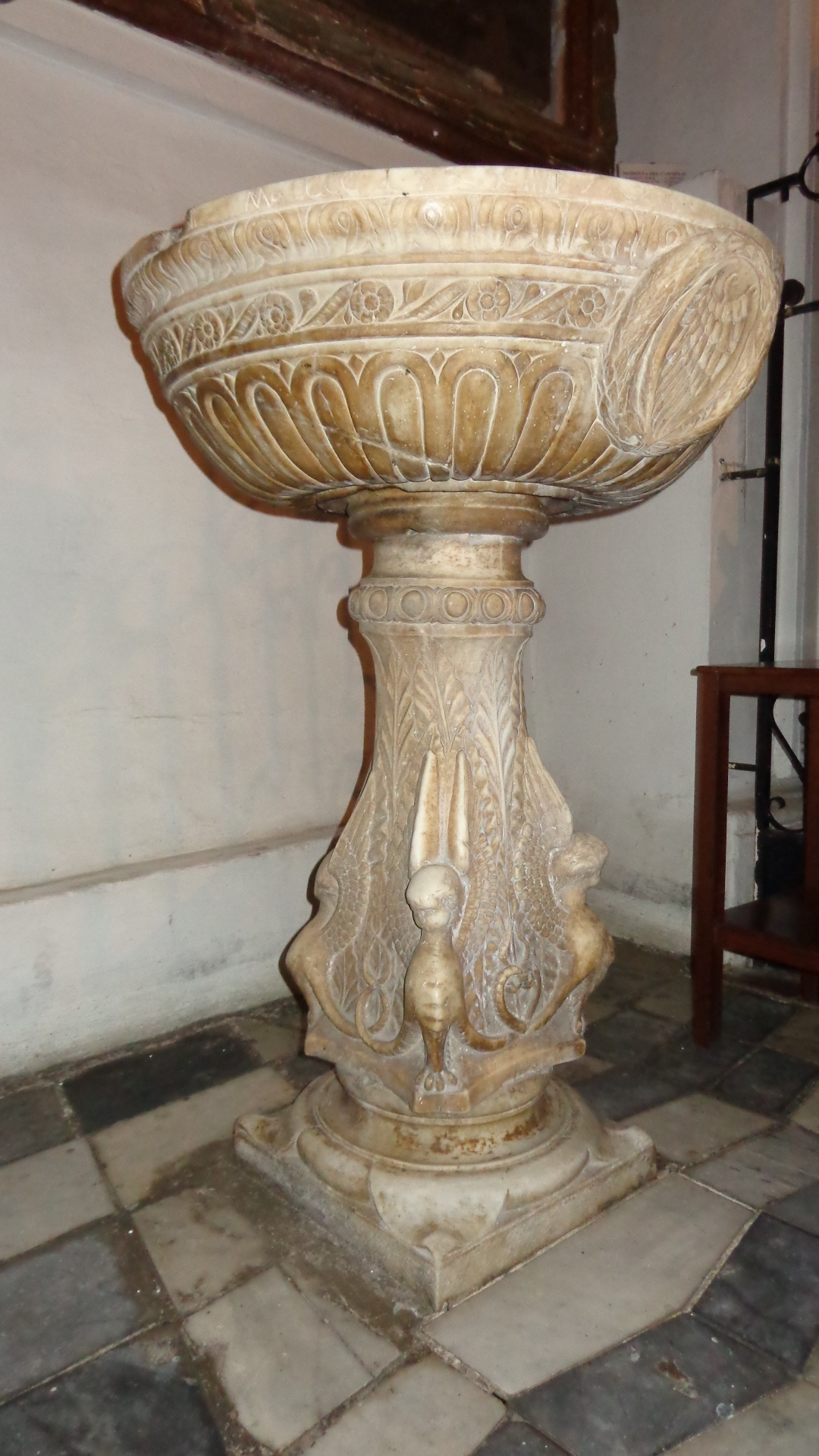
Fonte battesimale della basilica concattedrale di Santa Maria Assunta di Santa Lucia del Mela.

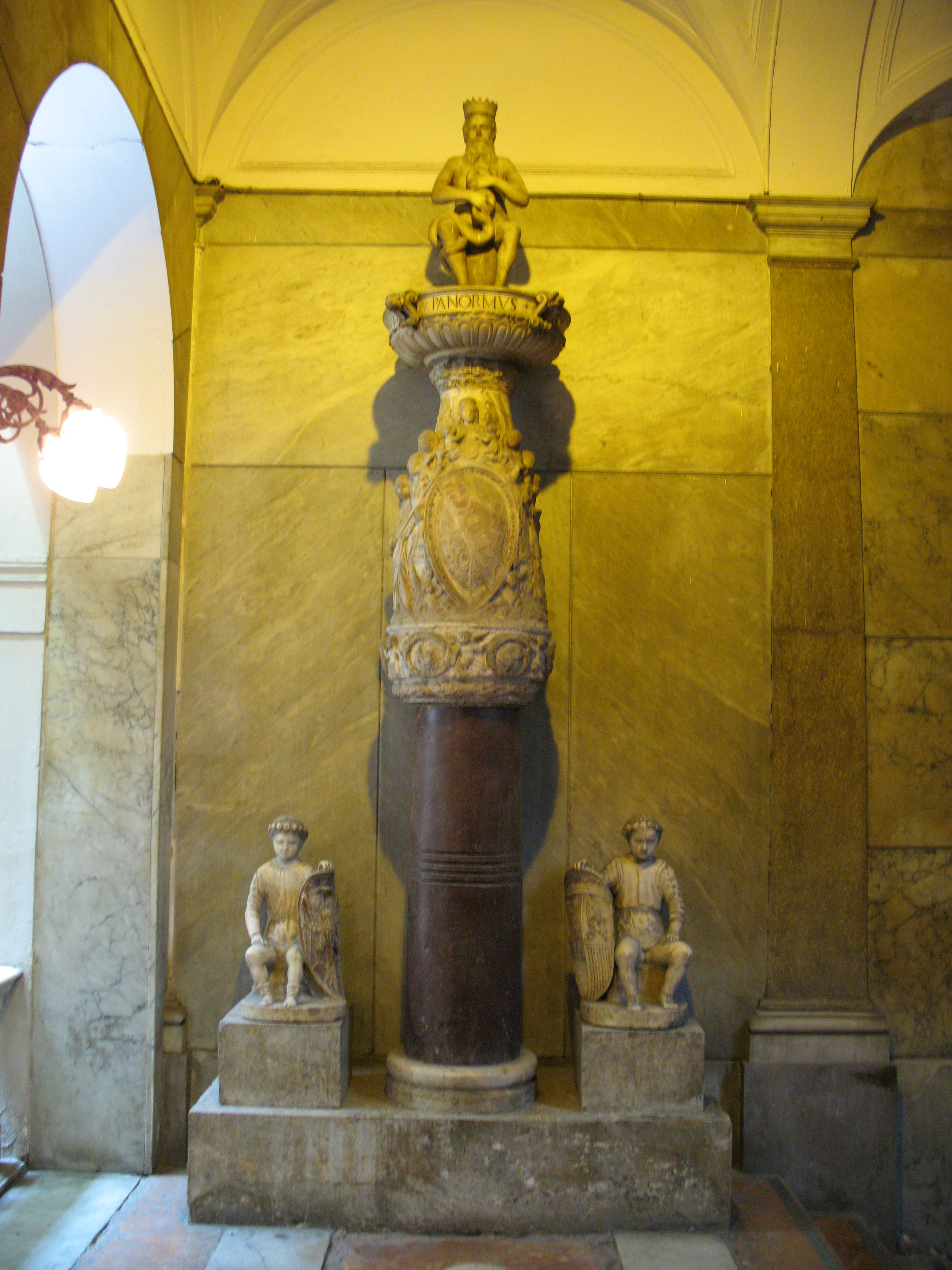
Genio di Palermo, Palazzo Pretorio, Palermo.

### Provincia di Agrigento
- 1498 - 1499, Fonte battesimale, manufatto marmoreo, patrocinato e commissionato da Giovanni Caro, signore di Licata e barone di Montechiaro, opera custodita nel duomo di Santa Maria La Nuova di Licata.

### Provincia di Enna
- 1489 - 1490, Portico in collaborazione con Andrea Mancino, cattedrale di San Nicolò, Nicosia, Enna.[4]
- 1497 - 1499, Ciborio marmoreo in collaborazione con Andrea Mancino, opera custodita nella cattedrale di San Nicolò di Nicosia, Enna.

### Provincia di Messina
- 1484, Acquasantiera, ingresso concattedrale di Santa Maria Assunta di Santa Lucia del Mela.[5]
- 1484, Fonte Battesimale, prima campata sinistra della concattedrale di Santa Maria Assunta di Santa Lucia del Mela.[5]
- 1485, Portale marmoreo, ingresso principale prospetto concattedrale di Santa Maria Assunta di Santa Lucia del Mela.
- XV secolo, Madonna della presentazione, in collaborazione con Andrea Mancino, cattedrale di San Pancrazio di Taormina.

### Provincia di Palermo

#### Ciminna
- 1505, Arco marmoreo, opera custodita nella chiesa di San Francesco d'Assisi di Ciminna.

#### Palermo
- 1488, Colonnato in collaborazione con Andrea Mancino e diretto dal maestro Matteo Carnilivari, manufatto di 14 colonne e capitelli presente nel chiostro del convento di San Francesco d'Assisi.[4]
- 1488, Colonnato in collaborazione con Andrea Mancino e diretto dal maestro Matteo Carnilivari, manufatto di 54 colonne e capitelli presente nel Palazzo Abatellis.[6]
- 1491, Colonnato in collaborazione con Andrea Mancino e diretto dal maestro Matteo Carnilivari, Palazzo Aiutamicristo.[4]
- 1490 - 1501, Arco di Santa Cristina, manufatto marmoreo, commissione eseguita con la collaborazione di Domenico, Antonello, Fazio e Vincenzo Gagini. Le formelle in bassorilievo dell'arco della Cappella di Santa Cristina con storie della patrona Santa Cristina trasforma in polvere l'icona di Apollo, commissionato nel 1477 (all'epoca Santa Cristina era protettrice della città di Palermo), disassemblate per l'intervento di Ferdinando Fuga e provenienti dalla cattedrale metropolitana della Santa Vergine Maria Assunta sono custodite nel Museo diocesano.[7][8]
- 1503 - 1505, Arco di San Ranieri di Pisa, con la collaborazione di Domenico Pellegrino e Iacopo de Benedetto. Della primitiva commissione della comunità Pisana a Palermo, in seguito all'ultimo intervento di restauro del XX secolo è seguito il riassemblaggio dell'Altare di San Giorgio, dell'altorilievo San Giorgio, la Principessa e il drago (entrambi opere di Antonello Gagini), dell'Arco di San Ranieri di Pisa, costituendo l'attuale Cappella di San Giorgio che aggrega in un'unica cappella i capolavori commissionati dalle comunità Pisana e Genovese presenti a Palermo in epoca rinascimentale. Opera presente nell'odierna Cappella di San Giorgio della chiesa di San Francesco d'Assisi.
- XV secolo, Genio di Palazzo Pretorio, elementi del gruppo statuario, composto da pezzi di diversa provenienza[9]. Opere presenti nel Palazzo Pretorio.
- XV secolo, Cappella Ajutamicristo, nella chiesa di San Domenico.

#### Polizzi Generosa
- XV secolo, Opere realizzate per la famiglia Notarbartolo.

### Provincia di Trapani
- 1490, Madonna della Grotta, statua marmorea, opera realizzata in collaborazione con Giacomo Di Benedetto, proveniente dalla chiesa di Santa Maria della Grotta e custodita nella cattedrale di San Tommaso di Canterbury di Marsala.
- 1480, Cappella dei Marinai, realizzata in collaborazione con Bartolomeo di Giovanni e Antonio Prone nella chiesa dell'Annunziata, Trapani[3].

## Attribuzioni incerte
- 1486, Acquasantiera, manufatto marmoreo, opera custodita nel Museo Pepoli, Trapani[10].

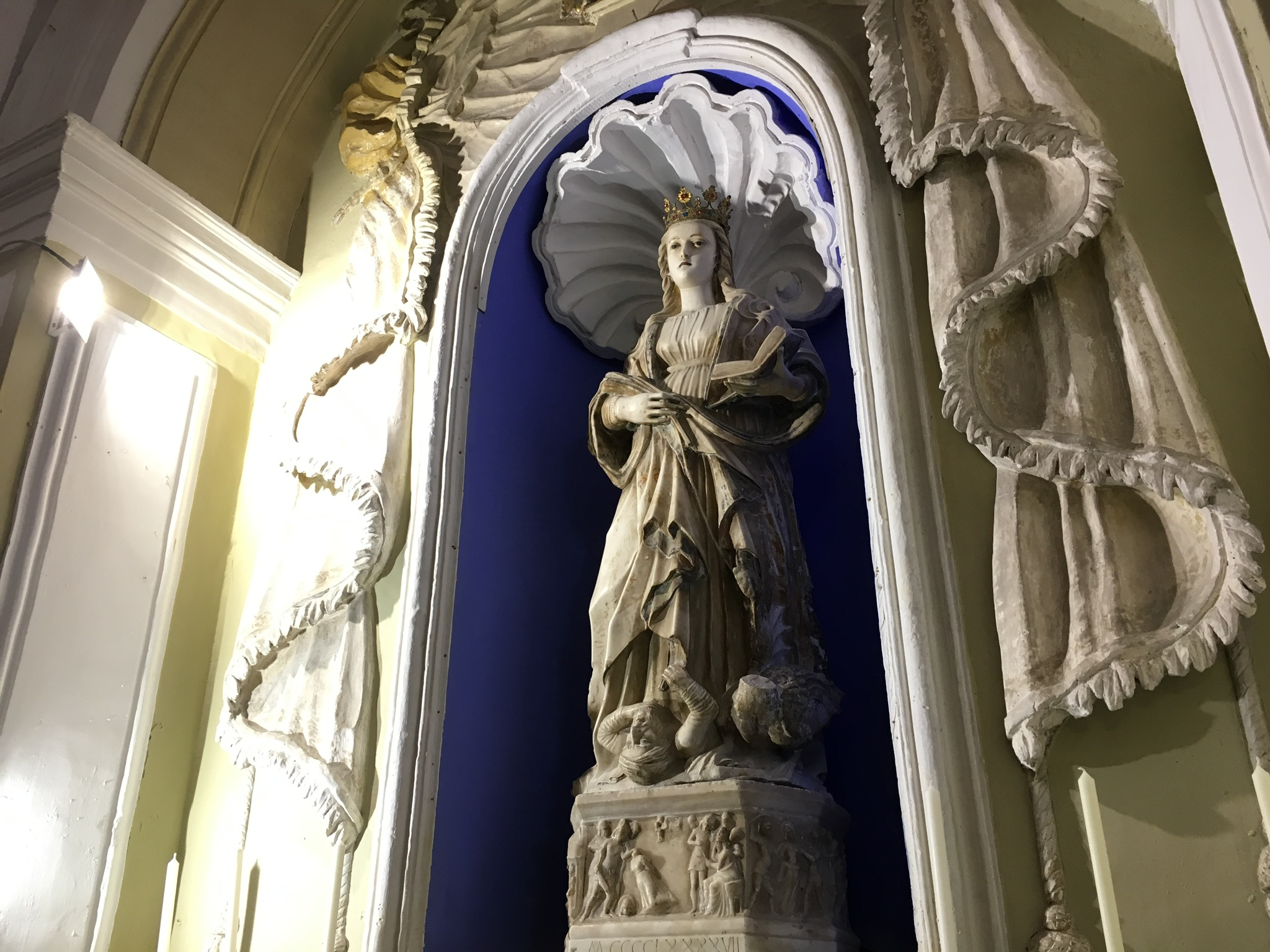
Statua marmorea di Sant’Agrippina a Scicli (1497) attribuita a Gabriele di Battista

- Statua marmorea di Sant’Agrippina a Scicli (1497) attribuita a Gabriele di Battista 1497, Sant’Agrippina, statua marmorea custodita presso la Chiesa di San Giuseppe a Scicli, in provincia di Ragusa.
- 1497, Maria ed Elisabetta, due statue marmoree sul tema della Visitazione della Beata Vergine Maria, opere custodite nell'altare a sinistra del transetto della chiesa di San Giovanni Battista[11] di Erice.
- 1503 - 1505, Arco con storie di San Ranieri, "Cappella dei Lambardi" nella basilica di San Francesco d'Assisi di Palermo. L'opera sarebbe stata eseguita da Domenico Pellegrino e Jacopo De Benedetto sotto la direzione di Gabriele di Battista.[1] Nel 1998 l'arco è stato restaurato.[12]